# Rafael Martínez de la Torre
Pour les articles homonymes, voir Martinez et Rafael Martínez.
Rafael Martínez de la Torre (né en avril 1828 dans la ville de Teziutlán (Puebla) au Mexique, et mort le 25 novembre 1876) est un avocat, conseiller de la mairie de Mexico et député au Congrès de l'Union reconnu pour son talent d'orateur parlementaire. D'idéologie conservatrice, il a prononcé une véhémente défense pour tenter de sauver la vie de l'empereur Maximilien. La ville de Martínez de la Torre (Veracruz) porte son nom.

## Biographie
Il est le fils de Francisco Martínez et d'Ignacia de la Torre. En 1838, il est élève au Seminario Conciliar Palafoxino de Puebla où il étudie la philosophie et ensuite, il devient étudiant au Collège de San Ildefonso où il est reçu avocat en 1849. Il établit un bureau dans la capitale de la République et recueille beaucoup de succès. Il accepte les charges de conseiller et de député.
Rafael Martínez de la Torre s'est marié à deux reprises : en premières noces avec Margarita Pérez de León qui lui donne une fille ; puis en secondes noces en 1855 avec Concepción Cuevas Estanillo qui lui donne sept enfants.
Il s'est opposé avec succès à l'expulsion des Sœurs de la Charité. Il est considéré comme l'un des meilleurs orateurs parlementaires du Congrès. Il a été un des défenseurs de l'empereur Maximilien qui l'a personnellement félicité pendant son procès devant le Conseil de Guerre qui l'a jugé avant son exécution. En reconnaissance pour sa plaidoirie, l'empereur d'Autriche François-Joseph Ier, frère de Maximilien, lui a offert de la vaisselle en argent car il n'avait pas souhaité recevoir d'honoraires.